# 西牧未央
西牧 未央（にしまき みお、1987年7月15日 - ）は、日本の元女子レスリング選手である。大阪府出身。身長160cm。至学館高等学校・中京女子大学卒業。早稲田大学博士課程
スポーツ科学博士（早稲田大学）

## 来歴
少年少女レスリングの名門・吹田市民教室で全国少年少女選手権7連覇を記録。関西大学第一中学校でも3年連続全国2冠を達成。
高校は愛知の至学館高校に進み、ジャパンクイーンズカップの年代別部門タイトルを取り続け、2003年の全日本選手権で岩間怜那に敗れるまで10年間公式戦負けなしの記録を打ち立てた。
2004年のジャパンクイーンズカップ59kg級でシニア部門優勝を果たした。国際大会でも同年のアジアジュニア、世界ジュニアで優勝。
中京女子大学進学後も、JOCジュニアで優勝。2006年にはシニアの全日本チーム入り、全日本選手権優勝をともに果たした。
全日本選手権では3連覇。2008年には世界選手権初出場初優勝を果たし、2009年も連覇。
2009年全日本選手権ではオリンピック以来の実戦復帰となった伊調馨に敗れ、4連覇はならなかった。